# Периколи, Эмилио
Эми́лио  Перико́ли (итал. Emilio Pericoli; 7 января 1928 года — 9 апреля 2013 года) — итальянский певец.
Успех Периколи был тесно связан с фестивалем «Сан-Ремо». Он записал кавер-версию на песню «Al Di Là», на фестивале исполнителем был Бетти Кертис. Песня имела международный успех. Было продано более одного миллиона экземпляров, выпущен золотой диск. В 1962 году Периколи на фестивале представил самого себя. Вместе с композитором Тони Renis он спел балладу «Quando, Quando, Quando», которая позже стала одной из самых известных итальянских песен.
В 1963 году победил на Фестивале Сан-Ремо (вместе с Тони Ренисом, так как тогда на этом фестивале песня представлялась сначала одним исполнителем, а потом в финале другим) и в том же году представил Италию на Конкурсе песни Евровидения с песней «Uno per tutte»(с итал. «Один для всех») которая заняла 3 место с 37 очками.

## Дискография
- См. «Emilio Pericoli § Discografia» в итальянском разделе.